# Flanelle

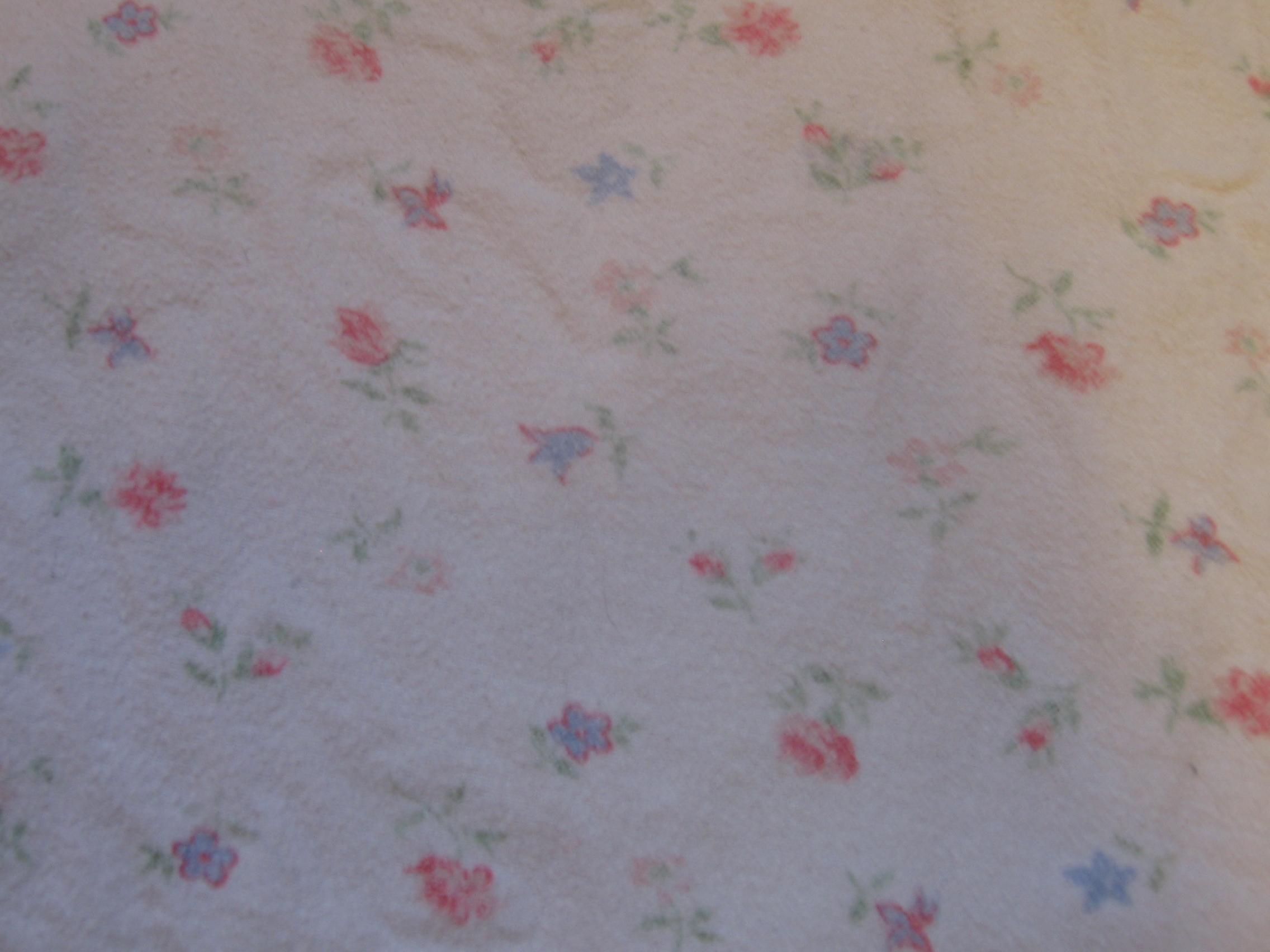
Un tissu de flanelle imprimé de motifs floraux.

La flanelle est un tissu duveteux et doux au toucher, à l'origine en laine cardée et maintenant souvent en coton peigné.
Cette étoffe symbolise les quarante-trois ans de mariage.
Alors que les spécialistes parlent de « tissu peigné » pour désigner la laine légèrement feutrée ; lorsqu'elle l'est davantage, ils l'appellent « flanelle ». À partir du début du XXe siècle, elle est utilisée pour les vêtements portés l'été, en bord de mer ou pour la pratique des sports. De nos jours, la flanelle est plus légère qu'auparavant (340 g contre 500 g) et plus douce au toucher et sert à confectionner des costumes d'hommes. La flanelle n'est pas le feutre de laine, un non-tissé. La flanelle est typiquement utilisée pour les chemises à carreaux dites « de bûcheron ».